# Crioprosopus magnificus
Crioprosopus magnificus là một loài bọ cánh cứng trong họ Cerambycidae.